# Amphianthidae
Amphianthidae Hertwig, 1882, è una famiglia di celenterati antozoi nella superfamiglia Metridioidea dell'ordine Actiniaria.

## Descrizione
La famiglia è caratterizzata da muscoli basilari e sfintere marginale mesogleale, disco pedale largo e generalmente allungato nel piano trasversale, spesso afferrante. Colonna comunemente con mesoglea spessa, liscia o con piccole papille mesogleali disposte distalmente in file longitudinali. I tentacoli di solito sono marginali e disposti su un ampio disco orale, i loro lati aborali a volte sono ispessiti. Disco orale a volte lobato. Mesenteri non divisibili in macro e microcnemi. Almeno sei coppie di mesenteri perfetti e fertili. Muscoli del divaricatore diffusi, deboli. Muscoli longitudinali dei tentacoli ectodermici. Aconzio fortemente ridotto, essendo assente in molti esemplari conservati, quando presente con solo nematocisti basitrici. Cnidomi: spirocisti robusti, basitrici, olotrici e p-mastigofori microbasici.

## Tassonomia
Fino a qualche tempo fa la tassonomia di questa famiglia era diversa e i generi attualmente presenti erano classificati in altre famiglie o in incertae sedis. L'attuale classificazione deriva da uno studio pubblicato nel 2012 di Estefanía Rodríguez et al. Sulla base di tale studio, recepito dal World Register of Marine Species (WORMS), la famiglia è composta da tre generi:
- Amphianthus Hertwig, 1882
- Peronanthus
- Stephanauge Verrill, 1899